# Stanley Miller
Stanley Lloyd Miller (n. 7 martie 1930 - d. 20 mai 2007), Universitatea din Chicago a fost un chimist și biolog american, cunoscut pentru studiile sale în originea vieții. În mod particular este cunoscut pentru așa-zisul experiment Miller-Urey care a demonstrat că, în condiții controlate de o inteligență externă (experimentatorul), componentele organice neînsuflețite se pot crea prin procese simple din materiale anorganice. Comunitatea științifică mainstream este de acord că toate condițiile asigurate în experiment nu reprezintă atmosfera originală a Pământului în care se crede că ar fi apărut materie vie din materie moartă.

## Lucrări științifice

Experimentul Miller-Urey.

La începutul anilor 1950, în timp ce lucra în laboratorul profesorului Harold Urey (Premiul Nobel în domeniul chimiei în 1934, pentru descoperirea hidrogenului greu), Miller era interesat de chimia originii vieții pe Pământ și a condițiilor care permit apariția moleculelor care compun primul de proteinele și ADN-ul. Harold Urey a prezentat teoria sa, conform căreia a existat pe Pământul primitiv (timpuriu) o atmosferă, care conținea elementele chimice, care sunt constituenții structurilor ființelor vii.
În 1953 pentru a verifica relevanța acestei teorii, Stanley Miller a imaginat o experiență fizico-chimică. El a combinat mai multe gaze, printre care metan (CH 4), amoniac gazos (NH3), hidrogen (H2), care a fost barbotat într-un balon umplut cu apă (H2O). El a încălzit apoi balonul de sticlă până când amestecul a început să fiarbă, vaporii trecând apoi într-un balon printr-o coloană de condensare. Ajungând în cel de-al doilea balon, vaporii au fost constant supuși arcului electric, arc electric destinat să reproducă fulgerele.
După o săptămână de funcționare au apărut compuși organici mai grei decât atomii, dintre ele 2% fiind amino acizi primitivi, care sunt baza tuturor lanțurilor proteice, care există pe Terra, prin urmare viață potențială.
Conform lui Jeffrey Bada, profesor de biologie marină de la Universitatea din San Diego
„ Imaginația publicului a fost captivată de rezultatul experienței. Aceste rezultate au fost coroborate trei ani mai târziu de alte experimente de la un grup independent. Între timp, conceptul de supă primordială a fost un succes răsunător în cărțile de benzi desenate, romane și filme.”
În pofida faptului, că teoria „supei primordiale” a suscitat multe dezbateri și a dat naștere multor lucrări științifice, Stanley Miller nu a primit niciodată Premiul Nobel.
1. 1 2  Stanley Miller, SNAC, accesat în 9 octombrie 2017
2. 1 2  Stanley Lloyd Miller, Gran Enciclopèdia Catalana
3. 1 2  Stanley L. Miller, Autoritatea BnF
4. 1 2  Stanley Lloyd Miller, Brockhaus Enzyklopädie, accesat în 9 octombrie 2017
5. 1 2  „Stanley Miller”, Gemeinsame Normdatei, accesat în 26 aprilie 2014